# Pierphulia
Pierphulia es un género  de mariposas de la familia Pieridae. Se encuentra en Sudamérica.

## Especies
- Pierphulia isabela Field & Herrera, 1977
- Pierphulia nysias (Röber, [1909])
- Pierphulia rosea (Ureta, 1956)